# 平常澄
平 常澄（たいら の つねずみ）は、平安時代後期の武士。上総氏3代当主。平常晴の子。子に上総広常などがいる。諱は常隆、常高、常尊、また名を上総常澄とも。生年は不明。確実な史料には「前権介」としかみえないが、諸系図には「上総介」とみえる。

## 略歴
佐賀六郎、もしくは相馬六郎と号した（このことから六男であることが分かる）。実父である常晴との折り合いが悪かったのか、常晴は兄・常兼の三子・千葉常重を養子として先祖代々の下総国相馬郡の地及び房総平氏の惣領の座を譲った。
ところが、常重は不手際を起こしたため、下総国守藤原親通に拠って保延2年（1136年）7月15日に逮捕・監禁され、相馬立花郷を強奪されてしまう。常澄はこれを好機と捉え、折から坂東に赴任していた源義朝に取り入った（義朝の腹心である三浦義明の娘と常澄の末子・金田頼次の縁組はその一環と考えられる）。義朝も房総半島に自己の勢力を伸ばす好機と捉え、常重から布施郷を奪取している。所領を巡る争いは、常重の息子である千葉常胤の代まで持ち越されることになる。
また、常澄には多数の子息がおり、上総氏の分流が形成されるが（広常は八男）、相続を巡って上総氏内部でも抗争が起きることになる。

## 系譜
- 父：平常晴
- 母：不詳
- 妻：不詳
  - 長男：伊西常景
  - 次男：印東常茂
  - 三男：匝瑳常成
  - 四男：佐是円阿
  - 男子：大椎惟常
  - 男子：埴生常益
  - 男子：天羽秀常
  - 八男：上総広常
  - 男子：相馬常清
  - 男子：臼井親常
  - 男子：時田為常
  - 男子：金田頼次

## 偏諱を与えた人物
- 三浦義澄[注釈 1]